# Caledonisia crypta
Caledonisia crypta är en insektsart som beskrevs av Thierry Bourgoin 1997. Caledonisia crypta ingår i släktet Caledonisia och familjen Meenoplidae. Inga underarter finns listade i Catalogue of Life.